# إف. إف. بروس
فريدريك فايفي بروس (بالإنجليزية: F. F. Bruce)‏ (12 أكتوبر 1910 - 11 سبتمبر 1990)، عادة يذكر ب إف. إف. بروس، كان عالما للكتاب المقدس وكان يدعم الدقة التاريخية للعهد الجديد. كتابه الأول: وثائق العهد الجديد: هل هي موثوقة؟ (1943) قد تم التصويت له من قبل المسيحية اليوم في 2006 كواحدا من ضمن 50 كتابا «شكلت الإنجيليون».

## النشأة
ولد بروس في اسكتلندا، وابن أحد الوعاظ المسيحيين الإخوة وتلقى تعليمه في جامعة أبردين، وكلية كيوس، وجامعة كمبريدج، وجامعة فيينا، حيث درس مع بول كريتشمير العالم اللغوي الهندو-أوروبي.

## حياته المهنية
بعد تدريس اليونانية لعدة سنوات، لأول مرة في جامعة إدنبرة، ثم في جامعة ليدز، أصبح رئيسا لقسم التاريخ والأدب التوراتي في جامعة شيفيلد في عام 1947. وقد منحته جامعة أبردين الدكتوراه الفخرية من درجة اللاهوت في عام 1957. وفي عام 1959 انتقل إلى جامعة مانشستر حيث أصبح أستاذ رايلاند لنقد الكتاب المقدس والتفسير. كتب في مسيرته أكثر من 40 كتابا، وتقاعد من التدريس في عام 1978.
وكان بروس باحث متميز في حياة وخدمة بولس الرسول، وكتب العديد من الدراسات، وأشهرها هي بولس: الرسول ذو الروح الحرة (نشرت في الولايات المتحدة، بولس: الرسول محرر القلوب). كما كتب تعليقات على العديد من الكتب التوراتية بما في ذلك حبقوق، إنجيل يوحنا، وأعمال الرسل، ورومية، وكورنثوس الأولى والثانية، وغلاطية، وأفسس، وكولوسي، وفليمون، ورسالة بولس الرسول إلى العبرانيين، ورسائل يوحنا.
كانت معظم أعمال بروس علمية، لكنه كتب أيضا العديد من الأعمال المنتشرة عن الكتاب المقدس. لقد أظهر أن كتابات العهد الجديد موثوقة تاريخيا وأن إدعاءات حقيقة المسيحية معتمدة على كونها كذلك. بالنسبة إلى بروس هذا لا يعني أن الكتاب المقدس كان دائما دقيقا، أو أن هذا الافتقار إلى الدقة لا يمكن أن يؤدي إلى بعض الالتباس. ومع ذلك لقد إعتقد بأن المقاطع التي كانت لا تزال مفتوحة للنقاش كانت تلك التي ليس لديها تأثير كبير على اللاهوت المسيحي والتفكير. زميل بروس في مانشستر جيمس بار، اعتبر بروس «ليبرالي محافظ».

## تشريفات
تم تكريم بروس باثنين من الأعمال العلمية من قبل زملائه وطلابه السابقين، واحدة للاحتفال بعيد ميلاده ال60 والآخر للاحتفال بعيد ميلاده ال70. انتخب زميلا للأكاديمية البريطانية، وشغل منصب رئيس جمعية دراسات العهد القديم، وكذلك رئيسا لجمعية دراسات العهد الجديد. وهو واحد من عدد قليل من العلماء المعترف بهم من قبل نظرائه في كل المجالات.